# Bitva u Jílového
Bitva u Jílového (nebo též bitva u Jílové) byla jednou z nejkrvavějších bitev napoleonských válek. U Jílového (dnešní Bagrationovsk v Kaliningradské oblasti Ruské federace - rusky Багратионовск, německy Preußisch Eylau, litevsky Ylava, česky Jílové) se v ní 8. února 1807 střetla rusko-pruská a francouzská armáda. Bitva skončila nerozhodně.

## Pozadí

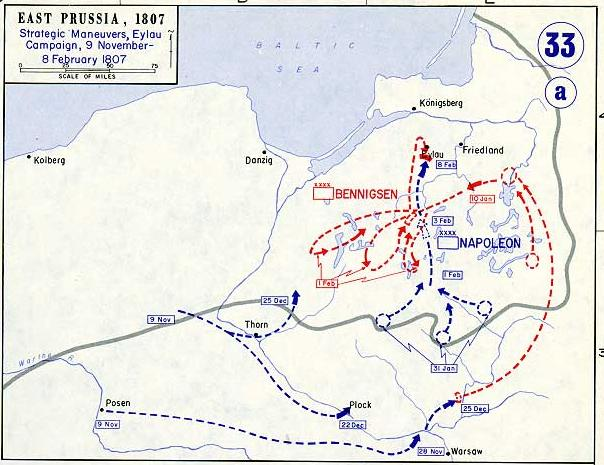
Plán bitvy u Jílového

Na jaře 1806 vznikla takzvaná čtvrtá protinapoleonská koalice, k níž patřilo Prusko, Rusko a Anglie.
Pruská armáda byla brzy rozdrcena v bitvách u Jeny a Auerstädtu a francouzské jednotky obsadily Berlín. Tato vítězství dovedla Napoleona do Polska. Zde očekával boj s blížící se ruskou armádou.
Ruský velitel Bennigsen se u Pultuska střetl s částí francouzské armády. Bitva skončila nerozhodně. Bennigsen před Francouzi ustupoval, ale nakonec se rozhodl pro bitvu u města Pruské Jílové (dnes Bagrationovsk).

## Bitva
V devět hodin ráno 8. února zahájilo ruské dělostřelectvo kanonádu a pěchota vyrazila k útoku na Francouze. Francouzi se urputně v Jílovém bránili, dokud jim nepřišel na pomoc Davout. Ten Rusům vpadl do boku, čímž oslabil tlak na Jílové. Toho Napoleon využil k zahájení protiútoku.
Nasadil Augereauův sbor, který však kvůli velmi špatné viditelnosti způsobené vánicí vjel přímo před hlavně ruských děl a byl zničen. Poté Napoleon povolal zálohy a zahájil útok francouzské jízdy na ruský střed. Rusům hrozila porážka, ale příchod 9000 Lestocqových Prusů situaci zachránil. Francouzský útok byl zastaven a Rusové pomalu začali postupovat do protiofenzívy.
Tehdy dorazil na bojiště maršál Ney. Jeho jednotky se střetly s menším množstvím pruských jednotek a donutily je po těžkém boji k ústupu a zahájily útok na Rusy. Ti ho odrazili a zahájili protiútok. Byla již tma, tak Ney útočící jednotky stáhl. Tím bitva skončila. Rusové se další den spořádaně stáhli. Francouzi později ustoupili též.

## Následky
Bitva skončila i přes neobyčejnou krvavost nerozhodně, ale politicky Napoleon prohrál. Bitva otřásla mýtem o jeho neporazitelnosti. Teprve až bitva u Friedlandu napravila císařovu pověst.